# Římskokatolická farnost Zubří
Římskokatolická farnost Zubří je územním společenstvím římských katolíků v rámci děkanátu Valašské Meziříčí Olomoucké arcidiecéze s farním kostelem svaté Kateřiny Alexandrijské.

## Historie
První písemná zmínka o vzniku vesnice Zubří pochází z 8. července 1310. Dřevěný kostel byl v Zubří postaven v roce 1575. Také byl zasvěcen svaté Kateřině Alexandrijské. Byl však nedostačující, velikostí neodpovídal ani třetině současného kostela. Nynější kostel byl postaven v letech 1785 - 1788.
V 18. století zde vykonávali duchovní správu faráři z Rožnova, kteří měli na starosti rozsáhlé území od Velkých Karlovic přes Bečvy až k okraji Valašského Meziříčí. Za reforem Josefa II. byla obec Zubří vyčleněna a byla zde ustanovena duchovní správa, pod kterou patřila ještě obec Vidče. Prvním farářem byl Václav Marian Zischka ze zrušeného kláštera v Zašové. 

## Duchovní správci
Od července 2016 byl farářem R. D. Mgr. Pavel Hödl.Od července 2025 je farářem R. D. Mgr. Stanislav Matyáš 

## Bohoslužby
| Kostel                       | Místo | Bohoslužba (den)                  | Hodina                                                          | Poznámka     |
| ---------------------------- | ----- | --------------------------------- | --------------------------------------------------------------- | ------------ |
| svaté Kateřiny Alexandrijské | Zubří | neděle pondělí úterý pátek sobota | 7.45, 11.00 17.30 (zimní čas)/19.10 (letní čas) 6.30 17.30 6.30 | Farní kostel |

## Aktivity farnosti
Ve farnosti se pravidelně pořádá tříkrálová sbírka. V roce 2017 se při ní vybralo 195 363 korun.  O rok později dosáhl výtěžek sbírky 215 262 korun.
Farnost je zapojena do projektu Adopce na dálku. Od roku 2016 působí farní evangelizační buňka. Při bohoslužbách vystupuje chrámový sbor a schola. Aktivní je misijní klubko dětí i společenství Modlitby matek.
V květnu 2017 udílel ve farnost svátost biřmování olomoucký arcibiskup Jan Graubner.